# Чайво
Чайво — село в Ногликском городском округе Сахалинской области России, в 63 км от районного центра.
Известно одноимённым нефтегазовым месторождением около посёлка и комплексом сооружений проекта Сахалин-1.

## География
Находится на берегу пролива Клейе, соединяющего одноимённый залив Чайво с Охотским морем.

## История
Возникло как нивхское стойбище. В 1910 году являлось крупнейшим поселением восточного побережья северного Сахалина. Возможный вариант перевода названия села с нивхского — «высыхающее место»

## Нефтегазовое месторождение и сооружения проекта Сахалин-1
Нефтегазовое месторождение находится как на суше, так и на шельфе у посёлка. Бурение на суше выполняет установка «Ястреб». Бурение в море платформа «Орлан». Продукция с буровой «Ястреб» и платформы «Орлан» подаётся на береговой комплекс подготовки (БКП) Чайво. Здесь производится стабилизированная нефть, которая направляется на экспорт через нефтеотгрузочный терминал в Де-Кастри, и природный газ, который поставляется покупателям на Дальнем Востоке России.
В ходе строительства БКП использовался метод модульного строительства сооружений и свайный фундамент из металлических труб с двухслойным антикоррозийным эпоксидным покрытием, при этом удалось сэкономить значительные средства и сдать объект в эксплуатацию раньше установленного графика на 18 месяцев. Менее чем за 3 года было изготовлено 36 модулей общей массой около 40 тыс. тонн, произведены два цикла морской транспортировки с выгрузкой на Чайво, установка модулей, пуско-наладка и ввод в эксплуатацию всего комплекса.

## Население
Население представлено вахтовыми рабочими. Как население посёлка они не засчитываются, так как сооружения проекта Сахалин-1 хотя и расположены у посёлка, но на расстоянии порядка 10 км. В старом посёлке проживали 4 человека из народности нивхи. С 2010 года дома старого посёлка заброшены. Вахтовые рабочие проживают в новом посёлке БКП Чайво.
| 2002 | 2010 | 2021 |
| ---- | ---- | ---- |
| 4    | ↘0   | →0   |

По переписи 2002 года население — 4 человека (2 мужчины, 2 женщины).